# Worms Forts: Unter Belagerung
Worms Forts: Unter Belagerung (Originaltitel: Worms Forts: Under Siege) ist ein 3D-Artillery-Spiel aus der von Team17 entwickelten Worms-Reihe.

## Spielprinzip
Das Spiel folgt das Gameplay einer ähnlichen Struktur wie in den Vorgängern, außer dass die Spieler eine Festung errichten können. Zu Beginn jedes Spiels startet jeder Spieler mit einer „Festung“, einer großen Festung mit hoher Gesundheit. Waffen werden verwendet, um Gebäude und ihre Verbindungen zu zerstören. Ist die Festung zerstört verliert das Team oder der Spieler muss alle feindlichen Würmer besiegen. Außerdem gibt es den bekannten Waffen wie Bazooka oder Brieftaube, gibt es zahlreiche neue Waffen wie Kühlschrankwerfer, Ballista oder Affenbande. Pro Runde kann man ein Gebäude bauen und eine Waffe abfeuern, wobei die Größe des Gebäudes bestimmt, welche Waffen man abfeuern kann. Um größere Gebäude zu errichten, muss man Orte des Sieges einnehmen. So kann man statt eines Turmes später auch Zitadellen bauen, von denen man weitaus mächtigere Waffen abfeuern kann.
In Worms Forts sind die Landschaften in vier Epochen unterteilt: Ägyptisch, Römisch, Orientalisch und Mittelalterlich. Je nach Epoche sehen die Gebäude anders aus.

## Rezeption
Das Spiel bekam gemischte Kritiken. GameRankings und Metacritic gaben für die PC-Version 59,75 % und 60/100, für die PlayStation-2-Version 64,69 % und 63/100 und für die Xbox-Version 67,72 % und 67/100.